# Henutemiré
Henutemiré foi uma princesa egípcia da dinastia do Egito Antigo (r.1292 a.C.-1290 a.C.) e uma das esposas do Faraó Ramessés II.

Estátua da rainha Tuia com imagem de Henutemiré

É supostamente a terceira e mais jovem filha de Seti I e da rainha Tuia, e a irmã mais nova de Ramessés II e da princesa Tia-Sitre. Esta teoria baseia-se em uma estátua da rainha Tuia, agora no Vaticano. A estátua mostra Tuia com Henutemiré, portanto, presume-se que eles eram mãe e filha. No entanto, ela é mencionada como "irmã do Rei", assim não está claro se ela era uma irmã mais nova, filha ou noiva de Ramessés..
Quando Henutemiré é mencionado como irmã de Ramessés, ela mantém um relacionamento com seu irmão. Ramessés se deita com sua irmã em todas as noites de Ísis (deusa da beleza) o que faz com que Henutemiré tenha muitos filhos gerados nessa relação irem de encontro a Set (deus do submundo). Henutemiré também foi por muito tempo a filha única do Rei Seti, e o mesmo a adorava como uma deusa. Como filha única Henutemiré assumiu o papel de herdeira do trono do Egito, sendo assim, ela aprendeu a escrever, além de aprender o que tinha de mais avançado na matemática e ciências. Porém seu caminho ao trono durou até seus 23 anos,
depois disso Ramessés nasceu e foi considerado o novo herdeiro do trono, por ser homem. Mas a adoração de Seti pela filha durou até a sua morte, como mostra nos seu antigos papiros, onde Seti chegou a citar os belos olhos azuis de sua adorada filha. 

Seu nome significa "A senhora é como Rê". Ela se casou com Ramessés II e tornou-se grande esposa real; se ela era sua filha, ela foi a quarta, depois de Bintanate, Meritamém e Nebetaui. Ela é mostrada em estátuas de Ramessés de Abucir e Heliópolis. Em um colosso de Hermópolis ela é descrita em conjunto com Princesas -rainha Bintanate. Ambos têm os títulos As princesas hereditária, ricamente favorecidas, Senhora do Sul e do Norte, Filha do Rei, Grande Esposa Real.
Seus títulos são:Amada de Ísis e Bastet, protegida da deusa Hator

## Morte e enterro
Morreu por volta do 40º ano de reinado de Ramessés, e foi sepultada no Vale das Rainhas, túmulo QV75. Seu túmulo foi roubado já na antiguidade; a calha de seu caixão foi usada mais tarde para o enterro de rei-sacerdote Harsiese em Medinet Habu. Está resguardada no Museu Egípcio, no Cairo.